# 马踏里西山战斗
24°47′N 141°19′E / 24.783°N 141.317°E
马踏里西山战斗，美军称维加斯突出部战斗（Battle for Outpost Vegas），是中国人民志愿军在朝鲜战争的1953年春季反击战役中的一次营级“拔点”出击作战，歼灭美军精锐陆战队一个步兵营。

## 战前
该山位于朝鲜战场地面战线的最西端，距离临津江北岸7～8公里。1952年3月，美国海军陆战队第一师接受防务，构筑了Jamestown防线。1952年7月中国人民志愿军第40军接替了第63军的防御任务，部署在美陆战1师的当面。1952年12月下旬，中国人民志愿军第40军军部率领主力第118师、第119师北上朝鲜半岛峰腰部西海岸，担负反空降反登陆的志愿军总预备队任务，防御阵地由中国人民志愿军第46军接防，第120师调归第46军担负第一线守备作战。  
美陆战1师在联合国军主抵抗线（main line of resistence，MLR）以北1-2km范围内守着很多前哨高地。Vegas高地（即马踏里西山，058高地），Reno高地（即梅岘里东南山，057高地）近邻中国人民志愿军的防守线，靠后一些的是Carson高地。上述3个高地美方称Nevada目标群。陆战第1师陆战第5团第一营担负防御。其中C连防守Reno高地和Carson高地；归1营指挥的3营H连防守Vegas高地。第1营主力部署在靠后1km的主抵抗线上。第1营东侧为第3营的防御地带。第2营为陆战5团的预备队。支援火力包括师属炮兵的陆战第11团第1营、第2营（均为轻榴炮营），第4营（中榴炮营），第1火箭炮兵连；美1军的军属炮兵：第623野战炮兵营（155榴炮），第17野战炮兵营C连、204野战炮兵营B连、158野战炮兵营（203榴炮）。陆战第5团配属了师坦克第1营A连、B连的30辆M46重型坦克和喷火坦克。美海军陆战队航空兵和美国空军提供即时空中火力支援。
中国人民志愿军第120师为了拔除敌方不到百人的连级防御阵地，部署集中使用了军、师、团三级炮兵火力：105榴炮23门，38野炮17门，山炮6门，76.2毫米野炮8门，120迫击炮18门，107化学迫击炮5门，共计77门。志愿军第358团以第1连进攻梅岘里东南山，第8连进攻马踏里西山；第3，7，9连为进攻拔点预备队；第2营与第1营第2连为攻占后坚守阵地、抗击美军反攻的任务。
中国人民志愿军第120师战前做了大量的前出侦察捕俘，炮兵侦察，隐蔽构筑进攻出发坑道等准备。1953年2月，当面美军察觉到志愿军的进攻准备动向。

## 战斗经过

### 第一夜
1953年3月26日0时（北京时间），志愿军进攻部队誓师出发，秘密潜入屯兵坑道。直射支援炮兵进入战斗阵地。1953年3月26日18时整（北京时间），志愿军突然开始炮兵火力准备，轰击广阔战线上陆战1师1团、5团的阵地，以免美军识别出真正攻击目标。一线美军的12个炮兵阵地与炮兵前哨观察所有线通信被炸断。炮火准备的20分钟时间内，梅岘里东南山美军阵地平均每秒落下一枚82迫击炮弹，随后保持每分钟1枚迫击炮弹命中持续到21时。炮火准备10分钟后，志愿军的23门榴炮与重迫击炮火力延伸，发射炮弹1,550发轰击梅岘里东南山与马踏里西山侧后的增援路线与屯兵地带。
3月26日18时19分，志愿军主攻的第1连与第8连发起了攻击。美军战史记载则为18时10分志愿军358团出动3,500人发起人海冲击。18时22分，美军以3个炮兵营的空爆弹覆盖志愿军集结地域，遮断攻击路线，两个野炮营压制志愿军炮兵阵地，2个203榴炮营反击志愿军的压制火炮。
18时35分与40分，梅岘里东南山与马踏里西山守军分别向上级报告表面阵地失守，退入核心坑道。另美军记载，担任主攻的志愿军于18时35分攻上了Carson高地，20时10分撤回。19时15分，美军分别出动1个排与2个班的兵力增援一线，但在途中遭志愿军侧射与伏击，伤亡很大被迫放弃增援。21点27分，美军出动团预备队的另外一个排增援陷入火力打击扯不下来的增援部队，结果这个排在主抵抗线就遭到志愿军炮火覆盖，最后抵达056高地时已经损失了70%的兵力。
20点30分，志愿军第1连攻克梅岘里东南山中心坑道，毙敌56人，俘敌6人。美方记载梅岘里东南山守军40人，其中34人阵亡，6人被俘。20时55分，志愿军第8连彻底攻克马踏里西山，中心坑道口被炸塌，闷死了据守的40余守军，另一条辅助坑道内的22名守军全部阵亡。
22点40分3批次增援的多个建制连队的美军通过炮火杀伤地带，幸存者集中于056高地，阻挡住向纵深发展进攻的志愿军。凌晨3点17分，增援美军奉命从056高地撤回到主抵抗线。当夜，大批增援美军（师预备队的陆战7团第2营）乘卡车从高浪浦里赶来，准备参加第二日的反攻战斗。美军对第一夜的战斗，估计毙伤中国人民志愿军600人，美军发射10,222发炮弹，估计中国人民志愿军发射1万4千发炮弹。

### 第二日
1953年3月27日6时，美军以火炮，飞机和坦克持续对志愿军阵地轮番轰击。6时20分，志愿军炮兵对美军反攻兵力集结地域进行覆盖打击。陆战一师实际上已经放弃了收复梅岘里东南山。上午10时20分，美军陆战5团2营D连出动，发起了对马踏里西山的反攻，至11时10分尚未运动到志愿军阵地前沿就在沿途的志愿军炮火轰击下失去了战斗力。11时20分，陆战5团2营出动了一个临时编成的连队发起进攻。13时30分，陆战5团3营投入了第三波进攻兵力E连。结果这些兵力均未能通过炮火覆盖地域前出至马踏里西山前沿，陆战5团的机动兵力消耗殆尽。
下午14点30分，师预备队陆战7团F连投入进攻，通过了炮火封锁地带，掩护了陆战5团的几个进攻连队余部撤下。16点30分，F连终于前出至马踏里西山前沿并发起冲击，在美军坦克炮火直射掩护下，17时F连越过高地的交通壕向山顶攻击。坚守马踏里西山的志愿军第8连第2排伤亡惨重，连指导员与正副排长均伤亡，在27日白天的战斗中打退13次进攻，毙伤敌200余名。
19时，志愿军第9连两个班接替了第8连第2排守备马踏里西山的任务。此时，美军发起了20分钟火力准备，随后美军F连向山顶发起最后进攻，攻至据山顶40余米处，被守军与梅岘里东南山上的侧射火力打退。F连据守着高地的南侧斜面。
27日当夜，美军飞机反复轰炸志愿军增援路线。志愿军在陆战一师当面出动多股小兵力发动夜袭牵制。

### 第三日
28日凌晨3时，美军F连夜袭突击山顶，在距离最高处20米处被守军打退。志愿军第9连第1排换防接管了阵地。
凌晨5时，美军F连再次发起进攻，并再次被打退，但俘获了整场进攻战斗中的第一名志愿军，这是第9连的一名手榴弹投手。鉴于志愿军依托原来美军的防御阵地躲避炮火，美军决定彻底炸毁高地上的工事。F连回撤500余米，凌晨6点10分，美军轰炸机群对马踏里西山阵地投弹1千多发，共计28吨。
上午9时至11时，志愿军炮火拦截打退了美军三次营连级进攻。美军F连在9点15分发起最后一次进攻失利后，余部奉命后撤。陆战5团2营E连接替了7团F连的进攻任务。志愿军9连1排守军奉命撤出山顶，以炮兵火力控制山顶。中午12时5分，美军E连登上了山顶，至13时55分彻底控制了马踏里西山，但在志愿军炮火反复急袭下，此时E连仅剩58人。下午，美军陆战5团2营营长Lee少校到马踏里西山指挥加固防御阵地，2营F连150人进至高地反斜面战壕内担任防御预备队，美空军对志愿军阵地投下23吨炸弹，炮兵发射了3100发重炮弹轰击。

## 战后
战斗结束后，美军陆战5团撤下休整，陆战7团接替阵地。1953年5月1日，陆战1师在前线战斗一年，全面撤回后方，美陸軍25师接防。Nevada目标群由美25师指挥的土耳其旅接防。1953年5月28日入夜，中国人民志愿军第120师第358团7个排在迫击炮以上火炮91门支援下，向驻守梅岘里东南山─马踏里西山地区（联合国军称之为Nevada目标群）的土耳其旅第1营1个连另2个排发起进攻，全歼守军。尔后，志愿军第358团击退土耳其旅23次反攻。战至29日结束，共毙伤俘土耳其旅900余人。守住了全部目标，是即马踏里西山—梅砚里东南山战斗。